# National Basketball Association 2007/2008
National Basketball Association 2007/2008 var den 62:a säsongen av den amerikanska proffsligan i basket. Säsongen inleddes den 30 oktober 2007 och avslutades den 16 april 2008 efter 1.230 seriematcher, vilket gjorde att samtliga 30 lagen spelade 82 matcher var.
Tisdagen den 17 juni 2008 vann Boston Celtics sin sjuttonde NBA-titel efter att ha besegrat Los Angeles Lakers med 4-2 i matcher i en finalserie i bäst av 7 matcher. Det var Boston Celtics första mästerskap sedan säsongen 1985/1986.
All Star-matchen spelades den 17 februari 2008 i New Orleans Arena i New Orleans, Louisiana. Eastern Conference vann matchen över Western Conference med 134-128.
För första gången nånsin hade alla åtta slutspelslag i Western Conference vunnit minst 50 matcher under grundserien.
Seattle SuperSonics från Seattle, Washington spelade sin sista säsong i ligan innan de flyttade till Oklahoma City, Oklahoma och blev Oklahoma City Thunder.

## Eastern Conference
Not: Pos = Position i konferensen, V = Vinster, F = Förluster, PCT = Vinstprocent
- Lag i GRÖN färg till en slutspelserie.
- Lag i RÖD färg har spelat klart för säsongen.

| Pos | Lag                | V  | F  | PCT  |
| --- | ------------------ | -- | -- | ---- |
| 1   | Boston Celtics     | 66 | 16 | .805 |
| 6   | Toronto Raptors    | 41 | 41 | .500 |
| 7   | Philadelphia 76ers | 40 | 42 | .488 |
| 10  | New Jersey Nets    | 34 | 48 | .415 |
| 14  | New York Knicks    | 23 | 59 | .280 |

| Pos | Lag                 | V  | F  | PCT  |
| --- | ------------------- | -- | -- | ---- |
| 2   | Detroit Pistons     | 59 | 23 | .720 |
| 4   | Cleveland Cavaliers | 45 | 37 | .549 |
| 9   | Indiana Pacers      | 36 | 46 | .439 |
| 11  | Chicago Bulls       | 33 | 49 | .402 |
| 13  | Milwaukee Bucks     | 26 | 56 | .317 |

| Pos | Lag                | V  | F  | PCT  |
| --- | ------------------ | -- | -- | ---- |
| 3   | Orlando Magic      | 52 | 30 | .634 |
| 5   | Washington Wizards | 43 | 39 | .524 |
| 8   | Atlanta Hawks      | 37 | 45 | .451 |
| 12  | Charlotte Bobcats  | 32 | 50 | .390 |
| 15  | Miami Heat         | 15 | 67 | .183 |

## Western Conference
Not: Pos = Position i konferensen, V = Vinster, F = Förluster, PCT = Vinstprocent
- Lag i GRÖN färg till en slutspelserie.
- Lag i RÖD färg har spelat klart för säsongen.

| Pos | Lag                    | V  | F  | PCT  |
| --- | ---------------------- | -- | -- | ---- |
| 4   | Utah Jazz              | 54 | 28 | .659 |
| 8   | Denver Nuggets         | 50 | 32 | .610 |
| 10  | Portland Trail Blazers | 41 | 41 | .500 |
| 14  | Minnesota Timberwolves | 22 | 60 | .268 |
| 15  | Seattle SuperSonics    | 20 | 62 | .244 |

| Pos | Lag                   | V  | F  | PCT  |
| --- | --------------------- | -- | -- | ---- |
| 1   | Los Angeles Lakers    | 57 | 25 | .695 |
| 6   | Phoenix Suns          | 55 | 27 | .671 |
| 9   | Golden State Warriors | 48 | 34 | .585 |
| 11  | Sacramento Kings      | 38 | 44 | .463 |
| 12  | Los Angeles Clippers  | 23 | 59 | .280 |

| Pos | Lag                 | V  | F  | PCT  |
| --- | ------------------- | -- | -- | ---- |
| 2   | New Orleans Hornets | 56 | 26 | .683 |
| 3   | San Antonio Spurs   | 56 | 26 | .683 |
| 5   | Houston Rockets     | 55 | 27 | .671 |
| 7   | Dallas Mavericks    | 51 | 31 | .622 |
| 13  | Memphis Grizzlies   | 22 | 60 | .268 |

## Slutspelet
Åtta lag från den östra och den västra konferensen gick till slutspelet. Där möttes första och åttonde seedade lagen varandra, andra och sjunde lagen mötte varandra och så vidare i åttondelsfinaler (konferenskvartsfinaler). Vinnarna gick vidare där de möttes i kvartsfinalserier (konferenssemifinaler) innan det spelades semifinalserier (konferensfinaler). Samtliga slutspelsserier avgjordes i bäst av 7 matcher.
|  | Konferenskvartsfinaler | Konferenskvartsfinaler | Konferenskvartsfinaler |             |    | Konferenssemifinaler | Konferenssemifinaler | Konferenssemifinaler |  |  | Konferensfinaler | Konferensfinaler | Konferensfinaler |  |  | NBA-final | NBA-final | NBA-final |  |
|  |                        |                        |                        |             |    |                      |                      |                      |  |  |                  |                  |                  |  |  |           |           |           |  |
|  | 1                      | Boston                 | 4                      |             |    |                      |                      |                      |  |  |                  |                  |                  |  |  |           |           |           |  |
|  | 1                      | Boston                 | 4                      |             |    |                      |                      |                      |  |  |                  |                  |                  |  |  |           |           |           |  |
|  | 8                      | Atlanta                | 3                      |             |    |                      |                      |                      |  |  |                  |                  |                  |  |  |           |           |           |  |
|  | 8                      | Atlanta                | 3                      |             | 1  | Boston               | 4                    |                      |  |  |                  |                  |                  |  |  |           |           |           |  |
|  |                        |                        |                        |             | 1  | Boston               | 4                    |                      |  |  |                  |                  |                  |  |  |           |           |           |  |
|  |                        |                        | 4                      | Cleveland   | 3  |                      |                      |                      |  |  |                  |                  |                  |  |  |           |           |           |  |
|  | 4                      | Cleveland              | 4                      | Cleveland   | 3  | 4                    |                      |                      |  |  |                  |                  |                  |  |  |           |           |           |  |
|  | 4                      | Cleveland              |                        |             |    |                      |                      |                      |  |  |                  |                  |                  |  |  |           |           |           |  |
|  | 5                      | Washington             | 2                      |             |    |                      |                      |                      |  |  |                  |                  |                  |  |  |           |           |           |  |
|  | 5                      | Washington             | 2                      |             | 1  | Boston               | 4                    |                      |  |  |                  |                  |                  |  |  |           |           |           |  |
|  | Eastern Conference     |                        |                        |             | 1  | Boston               | 4                    |                      |  |  |                  |                  |                  |  |  |           |           |           |  |
|  |                        |                        | 2                      | Detroit     | 2  |                      |                      |                      |  |  |                  |                  |                  |  |  |           |           |           |  |
|  | 3                      | Orlando                | 2                      | Detroit     | 2  | 4                    |                      |                      |  |  |                  |                  |                  |  |  |           |           |           |  |
|  | 3                      | Orlando                |                        |             |    |                      |                      |                      |  |  |                  |                  |                  |  |  |           |           |           |  |
|  | 6                      | Toronto                | 1                      |             |    |                      |                      |                      |  |  |                  |                  |                  |  |  |           |           |           |  |
|  | 6                      | Toronto                | 1                      |             | 3  | Orlando              | 1                    |                      |  |  |                  |                  |                  |  |  |           |           |           |  |
|  |                        |                        |                        |             | 3  | Orlando              | 1                    |                      |  |  |                  |                  |                  |  |  |           |           |           |  |
|  |                        |                        | 2                      | Detroit     | 4  |                      |                      |                      |  |  |                  |                  |                  |  |  |           |           |           |  |
|  | 2                      | Detroit                | 2                      | Detroit     | 4  | 4                    |                      |                      |  |  |                  |                  |                  |  |  |           |           |           |  |
|  | 2                      | Detroit                |                        |             |    |                      |                      |                      |  |  |                  |                  |                  |  |  |           |           |           |  |
|  | 7                      | Philadelphia           | 2                      |             |    |                      |                      |                      |  |  |                  |                  |                  |  |  |           |           |           |  |
|  | 7                      | Philadelphia           | 2                      |             | E1 | Boston               | 4                    |                      |  |  |                  |                  |                  |  |  |           |           |           |  |
|  |                        |                        |                        |             |    |                      |                      |                      |  |  |                  |                  |                  |  |  |           |           |           |  |
|  |                        |                        | W1                     | L.A. Lakers | 2  |                      |                      |                      |  |  |                  |                  |                  |  |  |           |           |           |  |
|  | 1                      | L.A. Lakers            | W1                     | L.A. Lakers | 2  | 4                    |                      |                      |  |  |                  |                  |                  |  |  |           |           |           |  |
|  | 1                      | L.A. Lakers            |                        |             |    |                      |                      |                      |  |  |                  |                  |                  |  |  |           |           |           |  |
|  | 8                      | Denver                 | 0                      |             |    |                      |                      |                      |  |  |                  |                  |                  |  |  |           |           |           |  |
|  | 8                      | Denver                 | 0                      |             | 1  | L.A. Lakers          | 4                    |                      |  |  |                  |                  |                  |  |  |           |           |           |  |
|  |                        |                        |                        |             | 1  | L.A. Lakers          | 4                    |                      |  |  |                  |                  |                  |  |  |           |           |           |  |
|  |                        |                        | 4                      | Utah        | 2  |                      |                      |                      |  |  |                  |                  |                  |  |  |           |           |           |  |
|  | 4                      | Utah                   | 4                      | Utah        | 2  | 4                    |                      |                      |  |  |                  |                  |                  |  |  |           |           |           |  |
|  | 4                      | Utah                   |                        |             |    |                      |                      |                      |  |  |                  |                  |                  |  |  |           |           |           |  |
|  | 5                      | Houston                | 2                      |             |    |                      |                      |                      |  |  |                  |                  |                  |  |  |           |           |           |  |
|  | 5                      | Houston                | 2                      |             | 1  | L.A. Lakers          | 4                    |                      |  |  |                  |                  |                  |  |  |           |           |           |  |
|  | Western Conference     |                        |                        |             | 1  | L.A. Lakers          | 4                    |                      |  |  |                  |                  |                  |  |  |           |           |           |  |
|  |                        |                        | 3                      | San Antonio | 1  |                      |                      |                      |  |  |                  |                  |                  |  |  |           |           |           |  |
|  | 3                      | San Antonio            | 3                      | San Antonio | 1  | 4                    |                      |                      |  |  |                  |                  |                  |  |  |           |           |           |  |
|  | 3                      | San Antonio            |                        |             |    |                      |                      |                      |  |  |                  |                  |                  |  |  |           |           |           |  |
|  | 6                      | Phoenix                | 1                      |             |    |                      |                      |                      |  |  |                  |                  |                  |  |  |           |           |           |  |
|  | 6                      | Phoenix                | 1                      |             | 3  | San Antonio          | 4                    |                      |  |  |                  |                  |                  |  |  |           |           |           |  |
|  |                        |                        |                        |             | 3  | San Antonio          | 4                    |                      |  |  |                  |                  |                  |  |  |           |           |           |  |
|  |                        |                        | 2                      | New Orleans | 3  |                      |                      |                      |  |  |                  |                  |                  |  |  |           |           |           |  |
|  | 2                      | New Orleans            | 2                      | New Orleans | 3  | 4                    |                      |                      |  |  |                  |                  |                  |  |  |           |           |           |  |
|  | 2                      | New Orleans            |                        |             |    |                      |                      |                      |  |  |                  |                  |                  |  |  |           |           |           |  |
|  | 7                      | Dallas                 | 1                      |             |    |                      |                      |                      |  |  |                  |                  |                  |  |  |           |           |           |  |

### NBA-final
Boston Celtics mot Los Angeles Lakers
| Match   | Datum   | Hemmalag    | Bortalag    | Resultat  |
| ------- | ------- | ----------- | ----------- | --------- |
| Match 1 | 5 juni  | Boston      | Los Angeles | 98 - 88   |
| Match 2 | 8 juni  | Boston      | Los Angeles | 108 - 102 |
| Match 3 | 10 juni | Los Angeles | Boston      | 87 - 81   |
| Match 4 | 12 juni | Los Angeles | Boston      | 91 - 97   |
| Match 5 | 15 juni | Los Angeles | Boston      | 103 - 98  |
| Match 6 | 17 juni | Boston      | Los Angeles | 131 - 92  |

Boston Celtics vann finalserien med 4-2 i matcher